# Valdeci Basílio da Silva
Valdeci Basílio da Silva (Andradina, 14 juli 1972), ook wel kortweg Basílio genoemd, is een Braziliaans voetballer.